# 東ローマ帝国

東ローマ帝国
Res Publica Romana（ラテン語）
Πολῑτείᾱ τῶν Ῥωμαίων（ギリシア語）

東ローマ帝国の版図の変遷

最大領土(555年）

| 先代                                                                     | 次代 |
| ------------------------------------------------------------------------ | --- |
| ローマ帝国 ヴァンダル王国 東ゴート王国 ニカイア帝国 第一次ブルガリア帝国 | オスマン帝国 モスクワ大公国 セルビア王国 第二次ブルガリア帝国 キプロス王国 ヴェネツィア共和国 テオドロ公国 教皇領 シチリア王国 フランク王国 ランゴバルド王国 ウマイヤ朝 ラテン帝国 |
- 公式な国号は「ローマ帝国」。
- 正式な成立時期はない。

東ローマ帝国（ひがしローマていこく）またはビザンツ帝国、ビザンティン帝国、ギリシア帝国、ギリシャ帝国は、東西に分割統治されて以降のローマ帝国の東側の領域、国家である。ローマ帝国の東西分担統治は3世紀以降断続的に存在したが、一般的には西暦395年以降の東の皇帝の統治領域を指す。皇帝府は主としてコンスタンティノープル（コンスタンティノポリス）に置かれた。
5世紀中頃の史家ソクラテスは、コンスタンティヌスが「その町を帝都ローマに等しくすると、コンスタンティノープルと名付け、新しいローマと定めた」と書き、井上浩一は「コンスタンティヌスがローマに比肩するような都市として、コンスタンティノープルを作ったという考えが見られるようになり、西ローマ帝国が滅びた五世紀末には、皇帝権がローマからコンスタンティノープルに移ったと明確に主張されるようになった」とコメントしている。
同地の人々は遅くとも6世紀中頃までには公然と「ローマ人」を自称するようになった。9世紀以降には西ローマ皇帝の出現を受けて「ローマ皇帝（ローマ人のバシレウス）」といった語が意識的に用いられるようになった。
ローマ帝国本流を自認するようになった彼らが自国を「ビザンツ帝国」あるいは「ビザンティン帝国」と呼んだことはなく、正式な国名および国家の自己了解は「ローマ帝国（ラテン語：Res Publica Romana; ギリシャ語: Πολῑτείᾱ τῶν Ῥωμαίων, ラテン文字転写: Politeia tōn Rhōmaiōn; ポリティア・トン・ロメオン）」であった。中世になると帝国の一般民衆はギリシア語話者が多数派となるが、彼らは自国をギリシア語で「ローマ人の土地（Ῥωμανία, Rhōmania, ロマニア）」と呼んでおり、また彼ら自身も12世紀頃までは「ギリシア人（Ἕλληνες, Hellēnes, エリネス）」ではなく「ローマ人（Ῥωμαίοι, Rhōmaioi, ロメイ）」を称していた。
西暦476年に西ローマ皇帝ロムルス・アウグストゥスがゲルマン人の傭兵隊長オドアケルによって廃位された際、形式上は当時の東ローマ皇帝ゼノンに帝位を返上して東西の皇帝権が再統一された。帝国は一時期は地中海の広範な地域を支配したものの、8世紀以降はバルカン半島、アナトリア半島を中心とした国家となった。また、ある程度の時代が下ると民族的・文化的にはギリシア化が進んでいったことから、同時代の西欧やルーシからは「ギリシア帝国」と呼ばれ、13世紀以降には住民の自称も「ギリシア人」へと変化していった。

## 概要
初期の時代は、内部では古代ローマ帝国末期の政治体制や法律を継承し、キリスト教（正教会）を国教として定めていた。また、対外的には東方地域に勢力を維持するのみならず、ユスティニアヌス1世代には旧西ローマ帝国地域にも宗主権を有し、ローマ時代の「我らの海」こと地中海の再支配すら成し遂げている。しかし、その没後には破綻した国家財政、征服と疫病で荒廃した国土だけが残され、長大な国境線を維持できず、ランゴバルド人、サーサーン朝ペルシア、アヴァール人、スラヴ人、イスラム帝国により国土を侵食された。これらの外圧に対抗するため軍事費、特にテマへの俸給が国家支出の大部分を占め、そのテマも費用削減のため農民兵士が主体であったため士気が高い代わりに自立化していき、ビザンツはテマの連合国家と化した。
西欧に対する影響力は減衰の一途を辿った。8世紀末には偶像崇拝に関する問題でローマ教皇と対立し、800年のカールの戴冠（西ローマ帝国の復興）で東ローマによる宗主権すらも否認された。
領土の縮小と文化的影響力の低下によって、東ローマ帝国の体質はいわゆる「古代ローマ帝国」のものから変容した。住民の多くがギリシア系となり、620年には公用語もラテン語からギリシア語に変わった。これらの特徴から、7世紀以降の東ローマ帝国を「キリスト教化されたギリシア人のローマ帝国」と評す者もいる。「ビザンツ帝国」「ビザンティン帝国」も、この時代以降に対して用いられる場合が多い。
9世紀にはアッバース朝との戦争も落ち着いて、ニケフォロス1世による徴税強化や商業活性化で回復させた財政を背景に、テマ長官から皇帝に権力を取り返す試みが功を奏してくる。高級官僚やテマの高官は貴族化していたが、「皇帝の奴隷」と称されるように皇帝はそれを抑え込み、バシレイオス2世に代表されるビザンツ専制君主となった。11世紀前半にバシレイオス2世はブルガール人を打ち破り、バルカン半島やアナトリア半島東部、南イタリアを奪還し、東地中海の大帝国として栄えた。
バシレイオス2世の死後、ビザンツ帝国は徐々に衰退していった。バシレイオス2世の後継者問題に続く内乱期とそれにかこつけたプロノイアを保持する貴族の自立は、国家財政を一気に破綻に追い込んだ。ノルマン人によって南イタリアを、セルジューク朝によって東部アナトリアを失った。
12世紀にはブルガリア、セルビアなどバルカン半島のスラヴ人農民たちは、プロノイアを保持していた貴族反乱らに迎合して独立していく。さらに第4回十字軍がとどめを刺し、東ローマ帝位はラテン帝国に奪われ、ビザンツ帝国は一旦滅亡する。
第4回十字軍以後、ラテン帝国も崩壊し、ビザンツ亡命政権と十字軍国家とルーム・セルジューク朝で旧ビザンツ世界はバラバラとなった。その後、モンゴル帝国の圧迫に乗じ、亡命政権のひとつニカイア帝国がコンスタンティノポリスを奪還し十字軍勢力を駆逐するが、スラヴ国家の侵略と帝位請求の内乱に悩まされ続けた。パライオロゴス朝ルネサンスなど文化的な興隆を見ながら、領土は次々と縮小し、隣国のオスマン帝国の保護下に落ちていった。この頃のビザンツ帝国の自称はローマ人から移り変わり、古代ギリシャ人の末裔としてヘレネスを名乗り出している。そして1453年、西方に支援を求めるものの大きな援助はなく、オスマン帝国の侵攻により首都コンスタンティノポリスは陥落し、東ローマ帝国は滅亡した。
古代ギリシア文化の伝統を引き継いで1000年余りにわたって培われた東ローマ帝国の文化は、正教圏各国のみならず西欧のルネサンスに多大な影響を与え、「ビザンティン文化」として高く評価されている。また、近年はギリシアだけでなく、イスラム圏であるトルコでもその文化が見直されており、建築物や美術品の修復作業が盛んに行われている。

## 名称

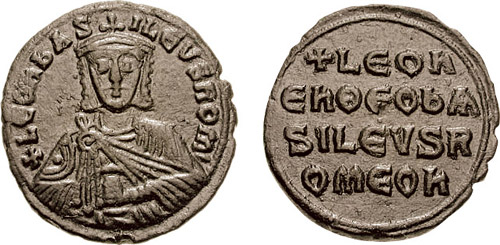
皇帝レオーン6世（在位：886年 - 912年）の銅貨。裏面には "+LEOn En ΘEO bASILEVS ROMEOn"（レオーン、神に（忠実なる）ローマ人のバシレウス）と書かれている。

この帝国（およびその類似概念）は、いくつかの名称で呼ばれている。
東ローマ帝国
古代のローマ帝国はあまりに広大な面積を占めていたため、3世紀のテトラルキア以降には、帝国をいくつかの領域に分けて複数の皇帝によって分担統治するという体制がとられることとなった。395年のテオドシウス1世の死後に、長男アルカディウスが東方領土を、次男ホノリウスが西方領土を担当するようになって以降、帝国の「西の部分」と「東の部分」とはそれぞれ別個の途を歩むこととなった。帝国の東西分担統治が常態化して以降の帝国の「東の部分」を指して「東ローマ帝国」という通称が使われている。
ローマ帝国
3世紀末から4世紀前半にかけてローマ帝国の中心は東方世界へと移行した。当時「皇帝」は世界に一人しかおらず、「皇帝」とは「ローマ皇帝」であることが自明であったため、わざわざ「ローマ皇帝」と名乗る必要もなかった。また、「ローマ人」の概念も、都市ローマとの結びつきが薄れ、ローマ帝国全土の住民の意味に変貌していた。更に、コンスタンティノープルが建設されたからといって直ちにコンスタンティノープルの権威が都市ローマを上回ったわけではないため、「コンスタンティノープル帝国」などという用語は発生しなかった。しかし410年にローマが陥落すると、次第にコンスタンティノープルでは「新しいローマ」という自意識が育ち始めた。
ビザンツ帝国、ビザンティン帝国、ビザンティオン帝国
この帝国の7世紀頃以降は文化や領土等の点で古代ローマ帝国との違いが顕著であるため、16世紀になると、便宜上「ビザンツ帝国」「ビザンティン帝国」「ビザンティオン帝国」といった別の名称で呼ばれるようになった。16世紀に「ビザンツ帝国」という語の使用が確立されたのは、神聖ローマ帝国の人文主義者メランヒトンの弟子ヒエロニムス・ヴォルフ（1516年～1580年）の功績とされる。ヴォルフはビザンツ史が単純なギリシア史ともローマ帝国史とも異なる一分野であることを見抜いた人物で、ヴィルヘルム・ホルツマン、ダヴィッド・ヘッシェル、ヨハネス・レウンクラヴィウス、ドゥニー・プトー、ヴルカニウス、メウルシウス、レオ・アラティウスら16世紀から17世紀初頭にかけての多くの学者がヴォルフの例に従った。これ以降、学問領域においては近代を経て現代に至るまで一般に「ビザンツ帝国」の名称が用いられ続けている。これらの名称はコンスタンティノポリスの旧称ビュザンティオンに由来し、「ビザンツ」はドイツ語の名詞 Byzanz、「ビザンティン」は英語の形容詞 Byzantine、「ビザンティオン」はギリシア語の名詞をもとにした表記である。日本においては、歴史学では「ビザンツ」が、美術・建築などの分野では「ビザンティン」が使われることが多く、「ビザンティオン」は英語やドイツ語表記よりもギリシア語表記を重視する立場の研究者によって使用されている。ただし、これらの呼称は帝国が「古代のギリシア・ローマとは異なる世界という考えを前提として」おり、7世紀頃以降の帝国を古代末期のローマ帝国（後期ローマ帝国）と区別するために使われることが多い。例えばオックスフォード・ビザンツ事典や人気のある通史であるゲオルク・オストロゴルスキーの『ビザンツ帝国史』やA.H.M.ジョーンズの『後期ローマ帝国』では7世紀に誕生するビザンツ帝国が6世紀までの帝国とは異なる帝国として扱われている。
ギリシア帝国、コンスタンティノープルの帝国
古代ローマの人々は同地の人々を指して「ギリシア人」と呼んでおり、それは同地の人々が「ローマ人」を自称するようになった6世紀以降にも変わりはない。カール大帝の戴冠によって西ローマ帝国にローマ皇帝が復活して以降には、中世の西欧は一貫してビザンツを「ギリシア」と呼んだが、そこには「西欧こそが古代ローマ帝国の継承者であり、コンスタンティノープルの皇帝は僭称者である」という主張が込められていた。東ローマ帝国と政治的・宗教的に対立していた西欧諸国にとっては、カール大帝とその後継者たちが「ローマ皇帝」だったのである。13世紀のパレオロゴス朝ルネサンス以降には、東ローマ帝国の人々も自らを指して「Έλληνες, ヘレーネス, イリネス（ギリシア人）」と呼ぶようになっていった。また、東ローマ帝国はルーシの記録でも「グレキ（ギリシア）」と呼ばれており、東ローマ帝国の継承者を自称したロシア帝国においても東ローマ帝国はギリシア人の帝国だと認識されていた。例えば桂川甫周は著書『北槎聞略』において、蘭書『魯西亜国誌』(Beschrijving van Russland ) の記述を引用し、「ロシアは元々王爵の国であったが、ギリシアの帝爵を嗣いではじめて帝号を称した」と述べている。

## 歴史

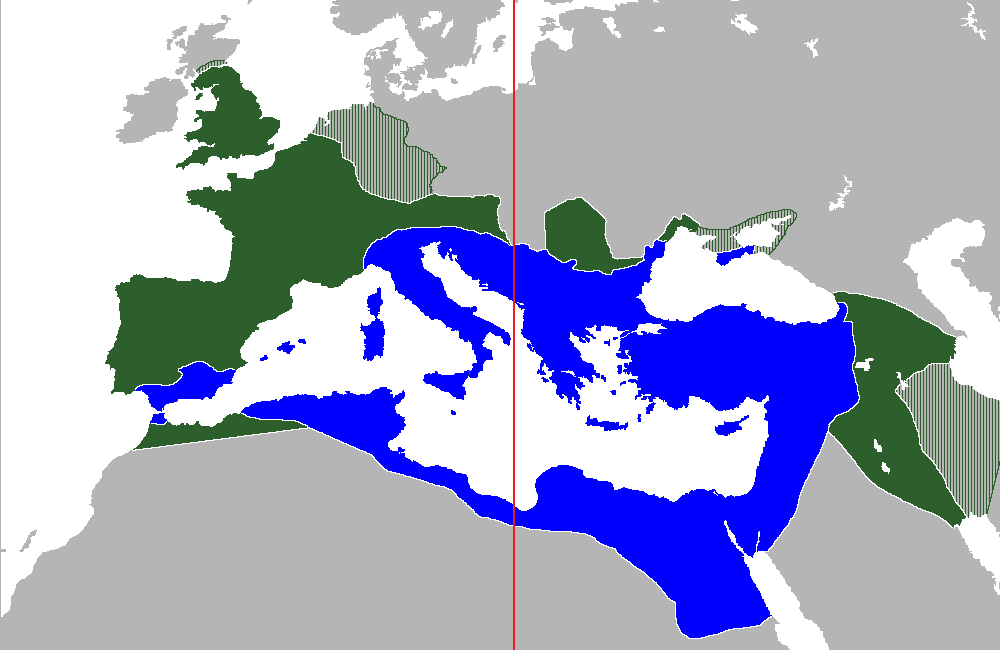
ユスティニアヌス1世時代の東ローマ帝国（青）。青と緑色部分はトラヤヌス帝時代のローマ帝国最大版図。赤線は東西ローマの分割線

東ローマ帝国は「文明の十字路」と呼ばれる諸国興亡の激しい地域にあったにもかかわらず、4世紀から15世紀までの約1000年間という長期にわたってその命脈を保った。その歴史はおおむね以下の3つの時代に大別される。なお、下記の区分のほかには、マケドニア王朝断絶（1057年）後を後期とする説がある。ただし、いつからいつまでを東ローマ帝国あるいはビザンツ帝国の歴史として扱うかについては何通りもの考え方があり定説はない。本記事で東ローマ帝国の歴史として扱っている歴史の範囲ですら、単一の帝国史であるのか異なる複数の帝国史の合成であるのかについては、連続説と断絶説とに分かれて長らく議論が続けられている。

### 前史
いつからを東ローマ帝国の歴史とするかについては、たとえば主なものとして下記に挙げる考え方がある。
第一には、ディオクレティアヌスが皇帝権を分割し、東方にもローマ皇帝（東ローマ皇帝）が誕生して以降の東ローマ皇帝の歴史を東ローマ帝国の歴史と同一視する考え方がある。例えば歴史家の尚樹啓太郎は、著書『ビザンツ帝国史』の序説をディオクレティアヌス期の解説にあて、『ビザンツ帝国史年表』をディオクレティアヌスが即位した284年より始めている。ただし、ディオクレティアヌスのテトラルキアは、首都ローマを防衛するために4人の皇帝が首都ローマを離れて4か所の前線に留まるという職務の分担体制であり、地理的な分割は想定されていなかった。
次に、コンスタンティヌス1世がコンスタンティノポリスを建設した330年を東ローマ帝国の始まりとする考え方がある。コンスタンティヌス1世は、古代ローマの元老院とは異なる元老院をコンスタンティノポリスに建設することでローマ帝国から政治的に独立し、東方の地にオリエント的な「ローマ皇帝の帝国」（東ローマ帝国）を建国したと解釈され、6世紀以降の東ローマ帝国の人々も、この330年を自分たちの国の建国年と考えていた。著名なビザンツ史学者ゲオルク・オストロゴルスキーは、ビザンツ帝国とは7世紀に誕生した新興帝国であって7世紀初頭に滅亡した東ローマ帝国とは異なる帝国であるとする断絶説を唱えているが、その著書『ビザンツ帝国史』はテトラルキアの内戦が終結した324年から書き始めている。ただし、建設された当時のコンスタンティノポリスには執政官、法務官、護民官、財務官、首都長官といった首都機能は整備されておらず、帝国の首都機能は依然としてローマに集中しており、コンスタンティヌス1世の後継者達もコンスタンティノポリスに常住したわけではなかった。330年の時点ではコンスタンティノポリスは帝国の一地方都市の域を出ておらず、コンスタンティノポリスが新帝国の首都となるという認識は同時代にはなかったようである。今日の歴史学では、コンスタンティヌス1世が330年にローマからコンスタンティノポリスへ遷都したとする神話は、後世に偽造された歴史にすぎないと考えられている。
次に、ウァレンティニアヌス1世が皇帝権の東西分割を行った364年を東ローマ帝国の始まりとする考え方がある。唯一の正帝となったウァレンティニアヌス1世は、364年に弟ウァレンスを東方正帝として指名し、帝国の東西分担統治を開始した。東方正帝とされたウァレンスの即位10周年式典は、首都ローマではなくウァレンスが拠点としていたアンティオキア市で開催された。後述するテオドシウス朝の分担統治も制度上はウァレンティニアヌスが開始した分担統治をそのまま引き継いだものであり、帝権分割の視点から言えば364年こそが帝国にとって重要な転換点であったとされる。フランスの古代史家アンドレ・ピガニオルは、この時代に初めて「帝国のあらゆる資源」が分割され、帝国東部がローマ帝国本土から明瞭に切り離されたのだとしている。しかしウァレンティニアヌス朝の時代には、テトラルキアやコンスタンティヌス朝の時代あるいは後のテオドシウス朝の時代と比べると東西宮廷の関係は極めて良好であり、全帝国に跨がるような軍事行動も活発だった。例えば378年にハドリアノポリスの戦いで東帝ウァレンスが戦死した後に東方領土を再興したのも、西帝グラティアヌスによって派遣されたテオドシウス、リコメル、バウト、アルボガストといった西側の将軍たちだった。
次に、テオドシウス1世が自身の死に際して彼の二人の息子達（アルカディウスとホノリウス）に帝国の半分ずつを分担統治させた395年をもって東ローマ帝国の始まりとする考え方があり、本記事もこの考え方に基づいて執筆されている。ただしテオドシウスは前述のコンスタンティヌス1世やウァレンティニアヌス1世のように「唯一の正帝」になったことはなく、制度上はテオドシウスの代に何らかの統一や分割が行われたわけではなかった。テオドシウスの死後も帝国の東西は同一の執政官の下で運営され、法律は東西皇帝の連名で発布された。また、アルカディウスとホノリウスの地位あるいはテオドシウス自身の地位もウァレンティニアヌスが開始した分治制度によったものであり、東西いずれかの皇帝が没した際には、その後継者が指名されるまでは残り一方の存命の皇帝が東西の両地域を統治することとされていた。これらの理由から20世紀以降の歴史学では、アルカディウスとホノリウスによる分割相続には何ら新しい意味合いはなく、それは過去に幾度となく行われてきた単なる分治の一つにすぎないとの評価をされることが多い。一方で、結果としてみるならば、テオドシウスからアルカディウスへの帝位継承による王朝理念の具現が、東地域に西地域とは異なる歴史を歩ませることになったのだとする評価もある。特に、テオドシウス1世が東方領土を次男ホノリウスにではなく長男アルカディウスに担当させたことは幾分かは帝国の未来を象徴する出来事でもあった。なぜならそれまでは、たとえ法的には東西両帝が同格とされていたにしても意識の上では西方の皇帝が東方の皇帝よりも格上であるという認識が依然として強かったからである。コンスタンティヌス1世は二人の妻の長男をともに西方の副帝として指名していたし、東方担当とされたコンスタンティウス2世も唯一の正帝となった後には西方のメディオラヌムを拠点とした。ウァレンティニアヌス1世とウァレンスの兄弟でも西方を確保したのは兄のウァレンティニアヌスであったし、テオドシウスに仕えた将軍アルボガストもテオドシウス1世の二人の息子のうち西方の皇帝になるのは長男のアルカディウスであろうと考えていた。そのような時代にあって西方領土の最も辺境の地から登場してきたテオドシウス1世は、長男アルカディウスを東方担当の皇帝とすることによって疑うべくもなく東方領土に優位を与えているのである。
より遅い年代としては602年から610年にかけてのローマ帝国による東方支配の終焉や800年のカール大帝の戴冠による帝国の「分裂」を始点とする説もある。特に前者の年代は古代末期論との親和性が高く、古代末期を扱う多くの書籍で採用されている。少なくとも当時の人々にとって、帝国が東西に分裂しているという認識は800年のカール戴冠以前には存在しなかったようである。
上記いずれの年代も何らかの意味では歴史の転換点とみなすことができ、またそれが他の年代を帝国史の始点とすることに対する反対論拠ともなっている。

#### 年表
378年、皇帝ウァレンスがハドリアノポリスの戦い（ゴート戦争）で敗死。
390年、ゴート族Buthericusの逮捕のために、テオドシウス1世が派遣した軍によるテッサロニカの虐殺が起こった。（ギリシアの歴史に残る最初の虐殺である。en:List of massacres in Greeceを参照。）

### 前期（395年 - 610年頃）

#### 再興と挫折

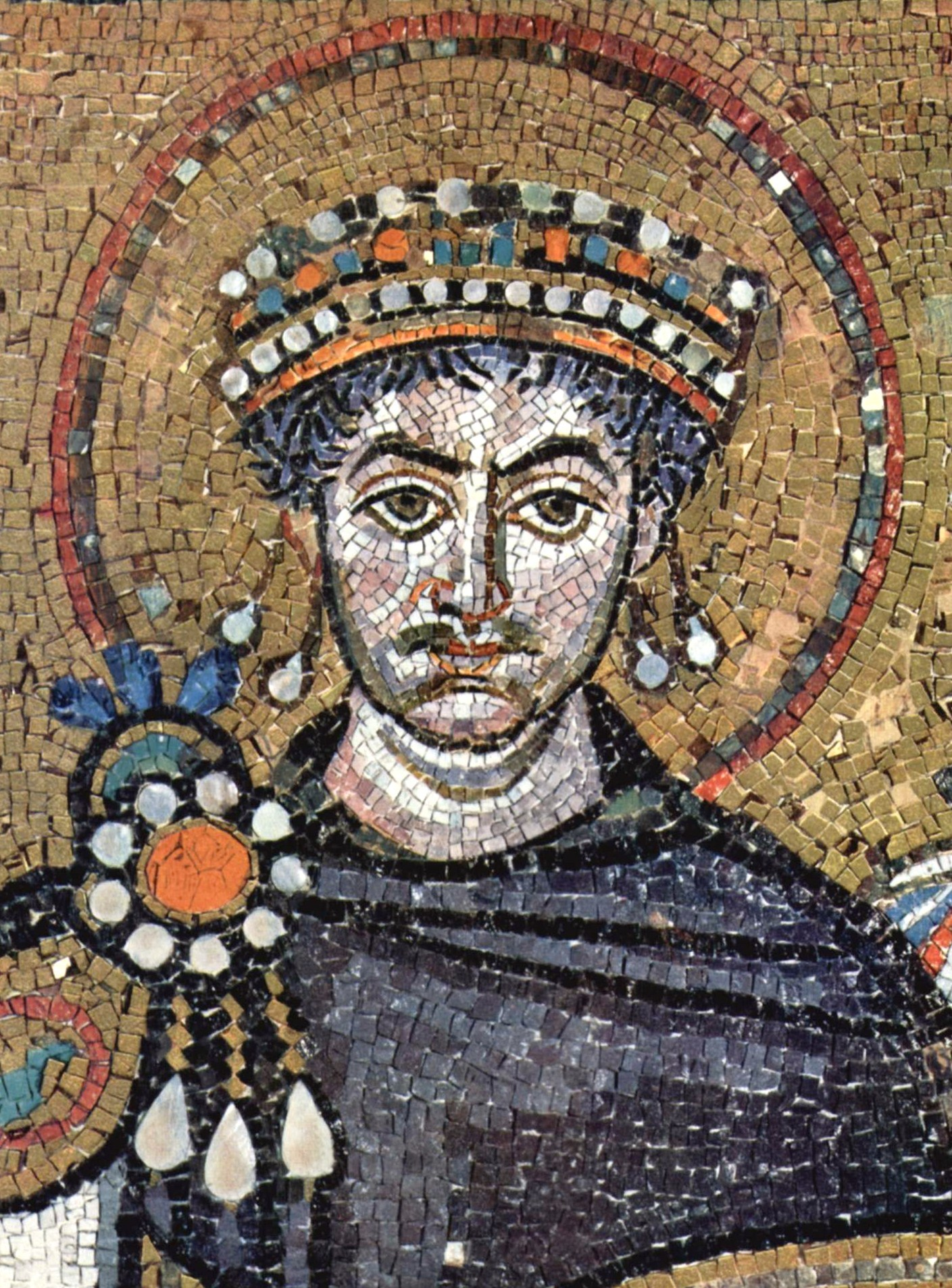
ユスティニアヌス1世

本項では、ローマ帝国の東西両地域を実質的に単独支配した最後の皇帝となったテオドシウス1世が、395年の死に際し、長男アルカディウスに帝国の東半分を、次男ホノリウスに西半分を分担させた時点をもって「東ローマ帝国」の始まりとする。
皇帝テオドシウス2世（401年 - 450年）は、パンノニアに本拠地を置いたフン族の王アッティラにたびたび貢納を強いられた。それに対抗する手段の一つとして、首都コンスタンティノポリスを囲うコンスタンティヌスの城壁を拡張し(テオドシウスの城壁)て堅固な防備を敷いた。また431年にはエフェソス公会議を開き、コンスタンティノポリス総主教であったネストリウスを筆頭に主張するネストリウス派を異端としてキリスト教解釈の論争の解決を試みた。政治面では、312年以降のローマ皇帝の発した勅法集であるテオドシウス法典を編纂し帝国全土(西ローマ帝国内含む)に発布した。
皇帝マルキアヌス（450年 - 457年）は、451年にカルケドン公会議を開催し、449年のエフェソス強盗会議以来問題となっていたエウテュケスの唱えるエウテュケス主義を、当時教皇であったレオ1世の意見を考慮して異端とするとともに、単性説やネストリウス派を改めて異端としてニカイア信条を強調し、ローマ教会との対立を避けた。453年にアッティラが急死するとフン族は急速に弱体化し、フン族への献金を打ち切った。
マルキアヌスが急死すると、皇帝にはトラキア人のレオ1世（457年 - 474年）が据えられたが、アラン人のパトリキでマギステル・ミリトゥムだったアスパルの傀儡であった。しかし、471年にアスパル父子を殺害して実権を得ることに成功した。
西ローマ帝国での皇帝権はゲルマン人の侵入で急速に弱体化していく。476年に東ゲルマン族のスキリア族のオドアケルは西ローマ皇帝ロムルス・アウグストゥルスを退位させ、自らは帝位を継承せずに東ローマ皇帝ゼノン（474年 - 491年）に帝位を返上した。東ローマ帝国はゲルマン人の侵入を退けて古代後期時点でのローマ帝国の体制を保ち、コンスタンティノポリスの東ローマ皇帝が唯一のローマ皇帝となった。オドアケルは東ローマ皇帝の宗主権を認めてローマ帝国内のイタリ領主として任命され、皇帝の代官としてローマ帝国の本土であるイタリア半島を支配した。
西ローマと違って東ローマがゲルマン人を退けることが出来た理由は
- アナトリア・シリア・エジプトのような、ゲルマン人の手の届かない地域に豊かな穀倉地帯を保持していた。対する西ローマ帝国は穀倉地帯であるシチリアを、ゲルマン人に奪われた。
- アナトリアのイサウリア人のようにゲルマン人に対抗しうる勇猛な民族がいた。
- 西ゴート人や東ゴート人へ貢納金を払って西ローマ帝国へ移住させた。ただし、これによって西ローマ側の疲弊は進んだ。
- 首都コンスタンティノポリスには整備された堅固な城壁があった。

ことなどが挙げられる。

ハギア・ソフィア大聖堂
周囲の尖塔はオスマン帝国時代のもの

しかし488年にイタリアの統治方針についてゼノンとイタリア領主オドアケルが対立したことがきっかけとなり、東ローマ皇帝ゼノンがオドアケル追討を命じた。489年に東ゴート族のテオドリックがイタリア侵攻を開始した。491年、皇帝ゼノンが急死し、皇后アリアドネはアナスタシウス1世（491年 - 518年）と結婚して皇帝に据え、混乱を防いだ。493年にオドアケルは暗殺され、テオドリックがイタリアの総督および道長官に任命された。テオドリックは497年にアナスタシウス1世よりイタリア王を名乗ることが許され、ここに東ゴート王国（497年-553年）が成立した。ただし東ゴート王国の宗主権はものとされ、民政は引き続き西ローマ帝国政府が運営し、立法権は東ローマ皇帝が行使した。
アナスタシウス1世の下で東ローマ帝国は力を蓄えたが、その一方で、単性論寄りの宗教政策によってカトリック教会と対立が再び表面化した。502年のアナスタシア戦争が長きに渡るサーサーン朝とのビザンチン・サーサーン戦争の発端となった。アナスタシウス1世が急死すると、次のユスティヌス1世（518年 - 527年）はローマ教皇との関係修復に腐心することになった。
6世紀のユスティニアヌス1世（527年 - 565年）の時代には、相次ぐ遠征や建設事業で財政は破綻し、それを補うための増税で経済も疲弊した。一方、名将ベリサリウスの活躍により旧西ローマ帝国領のイタリア半島・北アフリカ・イベリア半島の一部を征服し、533年のアド・デキムムの戦いでヴァンダル族を破ってカルタゴを奪還すると、ヴァンダル戦争（533年 - 534年）で地中海沿岸の大半を再統一することに成功した。特にこの時期、旧都・ローマを東ゴート王国から奪還した事は、東ローマ帝国がいわゆる「ローマ帝国」を自称する根拠となった。528年にトリボニアヌスに命じてローマ法の集成である『ローマ法大全』の編纂やハギア・ソフィア大聖堂の再建など、後世に残る文化事業も成したが、529年にはギリシアの多神教を弾圧し、プラトン以来続いていたアテネのアカデメイアを閉鎖に追い込み、数多くの学者がサーサーン朝に移住していった。
535年のインドネシアのクラカタウ大噴火の影響で535年から536年の異常気象現象に見舞われた。イタリア半島においてはゴート戦争（535年 – 554年）が始まる。543年、黒死病（ユスティニアヌスのペスト）。ラジカ王国をめぐるサーサーン朝ペルシアとの抗争（ラジカ戦争）で手がまわらなくなると、スラヴ人（542年）・アヴァール（557年）などの侵入に悩まされた。546年に東ゴート軍は、イサウリア人の裏切りによってローマを陥落させることに成功し、この時のローマ略奪と重税によって、いわゆる「ローマの元老院と市民」（SPQR）が崩壊し、古代ローマはこの時滅亡したのだと主張する学者もいる。552年にナルセス将軍が派遣され、ブスタ・ガロールムの戦い（ギリシア語: Μάχη των Βουσταγαλλώρων、Battle of Busta Gallorum、タギナエの戦い／イタリア語: Battaglia di Tagina, 英語: Battle of Taginae）でトーティラを敗死させ、東ゴートは滅亡した。翌年、イタリア半島は平定された。
565年にユスティニアヌス1世が没すると、568年にはアルプス山脈を越えて南下したゲルマン系ランゴバルド人によってランゴバルド王国が北イタリアに建国された。558年、突厥の西面（現イリ）の室点蜜はサーサーン朝のホスロー1世との連合軍でエフタルを攻撃し、567年頃に室点蜜はエフタルを滅ぼした。その後、室点蜜とホスロー1世の関係が悪化し、568年に室点蜜からの使者が東ローマ帝国を訪れた。572年から始まったビザンチン・サーサーン戦争 (572年-591年)で、東ローマ帝国もサーサーン朝に対抗する同盟相手を求めていたため、576年に達頭可汗にサーサーン朝を挟撃することを提案した。588年、第一次ペルソ・テュルク戦争でサーサーン朝を挟撃した。598年、達頭可汗がエフタルとアヴァール征服を東ローマ帝国の皇帝マウリキウスに報告した。602年に軍閥フォカスが政変が引き起こし、首都に入城して皇帝マウリキウスとその一族を皆殺しにした上で帝位についた。
東ローマ帝国の内乱に際して、サーサーン朝にエジプトやシリアといった穀倉地帯を奪われるにまで至った（サーサーン朝のエジプト征服）。フォカスは、簒奪の汚名を打ち消す目的も兼ねてサーサーン朝ペルシアへ侵攻した（東ローマ・サーサーン戦争 (602年-628年)）。

### 中期（610年頃 - 1204年）

#### 危機と変質 （7世紀 - 8世紀）
608年にカルタゴのアフリカ総督大ヘラクレイオスが反乱を起こし、610年にカルタゴ総督・大ヘラクレイオスの子のヘラクレイオス（イラクリオス／在位：610年 - 641年）が皇帝に即位した。ヘラクレイオスは、西突厥の二度にわたる戦争（第二次ペルソ・テュルク戦争、第三次ペルソ・テュルク戦争）に助けられ、シリア・エジプトへ侵攻したサーサーン朝ペルシアをニネヴェの戦い (627年)で破るなどして東ローマ・サーサーン戦争 (602年-628年)に勝利し、領土を奪回することに成功した。627年にハザールを主力とする「東のテュルク」と同盟を結んだが、628年に統葉護可汗が殺され、後継者問題にゆれる西突厥との同盟関係は失われた。
東ローマ領内では既に4世紀からラテン語の重要性は次第に低下しつつあり、ギリシア語が徐々に事実上の公用語へと変わっていた。それでもなおラテン語は「ローマ人の言語」としてその重要性の維持が試みられもしたが、5世紀中には文官たちにとってラテン語の習得はもはや必要なものではなくなっていた。軍はラテン語の伝統を最も長く保持し、6世紀に至るまで公式の行政文書をラテン語で書いたが、全体として東ローマ帝国領内におけるラテン語使用が時間と共に低迷する潮流は変わらなかった。ヘラクレイオスはこの変化を公式に認め、620年にはギリシア語が公用語であることを承認した。また、ヘラクレイオスはサーサーン朝に対する勝利の後、古くから蛮族の王を指す通用的な用語であった「バシレウス（Βασιλεύς, ヴァシレフス）」を公式儀礼用語として使用するようになった。この言葉はラテン語の"rex"に対応し、以降帝国の滅亡まで用いられた。古くからのローマ的称号であるアウグストゥス（アウグストス）も公式儀礼用語として使用され続けたが、その場合でも「信者ヴァシレフス」が必ず付された。

##### アラブ・東ローマ戦争（629年頃 - 1050年代）
サーサーン朝への攻撃を開始したイスラム帝国（正統カリフ）は、カーディスィーヤの戦いでメソポタミアからサーサーン朝を駆逐して間もなく、東ローマ領のシリア地方へも侵攻した。636年にヤルムークの戦いで東ローマ軍は敗北し、シリア・エジプトなどのオリエント地域や北アフリカを再び失った。641年、ヘラクレイオスが死亡すると、コンスタンティノス3世とヘラクロナスとの間で後継者問題が起き、コンスタンス2世が即位して落ち着いた。東ローマ軍は、655年にアナトリア南岸のリュキア沖での海戦（マストの戦い）でイスラム軍（正統カリフ）に敗れた後は東地中海の制海権も失った。
656年、イスラム帝国内で第三代カリフのウスマーンが暗殺され、第一次内乱（656年 - 661年）が始まる。661年、ウマイヤ朝が成立。

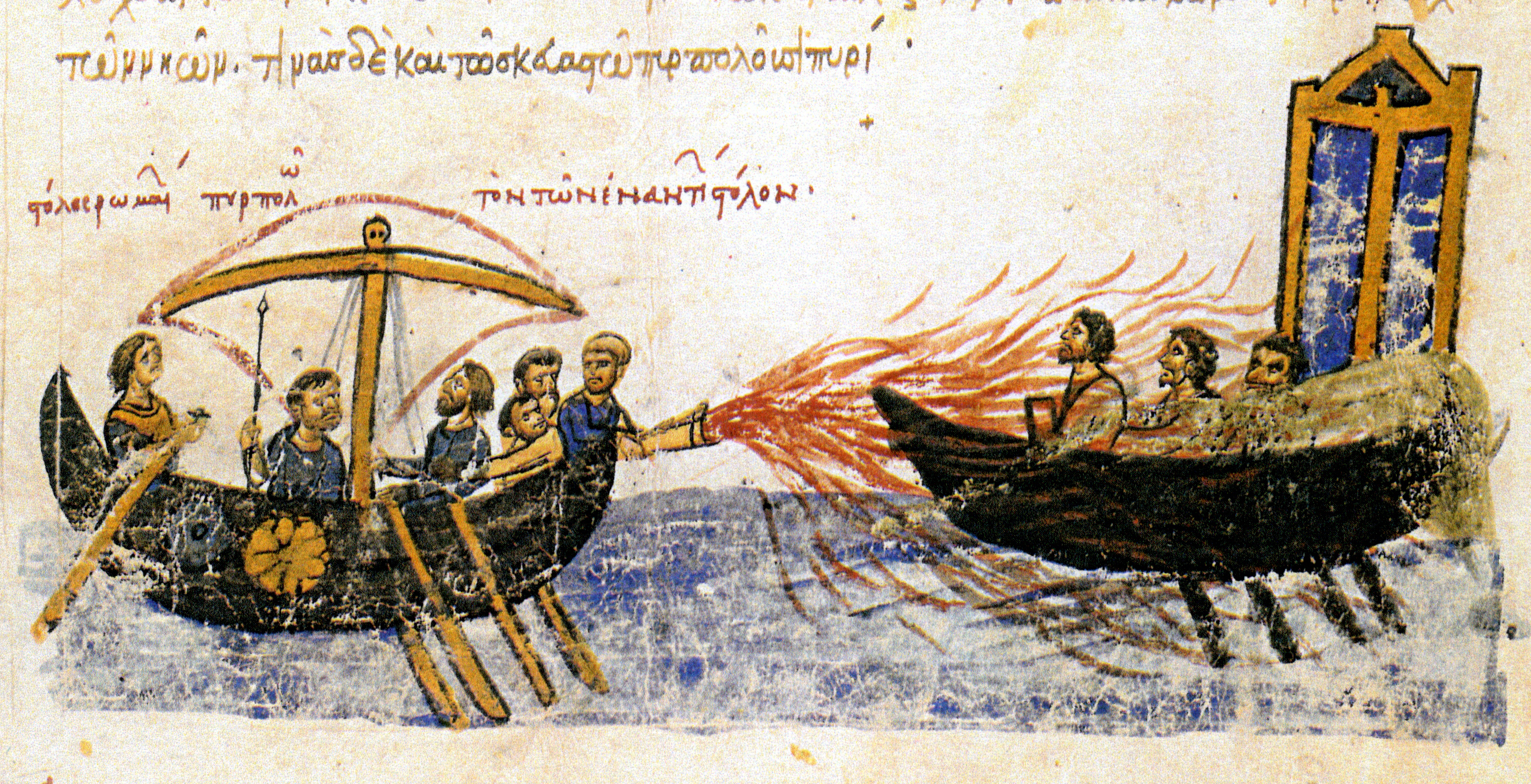
ギリシア火薬を用いてアラブ船を攻撃するローマ軍

674年から678年までのコンスタンティノポリス包囲戦では、連年イスラム海軍（ウマイヤ朝）に包囲され、東ローマ帝国は存亡の淵に立たされたが、難攻不落の大城壁と秘密兵器「ギリシアの火」を用いて撃退することに成功した。680年にはオングロスの戦いでテュルク系ブルガール人に破れ、681年の講和で北方に第一次ブルガリア帝国が建国された（ブルガリア・東ローマ戦争、680年 - 1355年）。698年、カルタゴの戦いではイスラム軍（ウマイヤ朝）に敗れ、カルタゴを占領されてカイラワーンに拠点を構築された。その後も8世紀を通じてブルガリアから攻撃を受けたために、領土はアナトリア半島とバルカン半島の沿岸部、南イタリアの一部（マグナ・グラエキア）に縮小した。
717年に即位したイサウリア王朝の皇帝レオーン3世は、718年にイスラム帝国軍（ウマイヤ朝）を撃退（第二次コンスタンティノポリス包囲戦）。以後イスラム側の大規模な侵入はなくなり、帝国の滅亡は回避された。しかし、宗教的には726年にレオーン3世が始めた聖像破壊運動などで東ローマ皇帝はローマ教皇と対立し、カトリック教会との乖離を深めた。聖像破壊運動は東西教会ともに787年、第2ニカイア公会議決議により聖像擁護を認めることで決着したが、両教会の教義上の差異は後にフィリオクェ問題をきっかけとして顕在化した。
女帝エイレーネー（イリニ）治下の800年、ローマ教皇がフランク王カール1世（カール大帝）に「ローマ皇帝」の帝冠を授け、802年10月31日のクーデターでニケフォロス1世が即位し、803年にパクス・ニケフォリを締結したが、政治的にも東西ヨーロッパは対立。古代ローマ以来の地中海世界の統一は完全に失われ、地中海はフランク王国・東ローマ・イスラムに三分された。

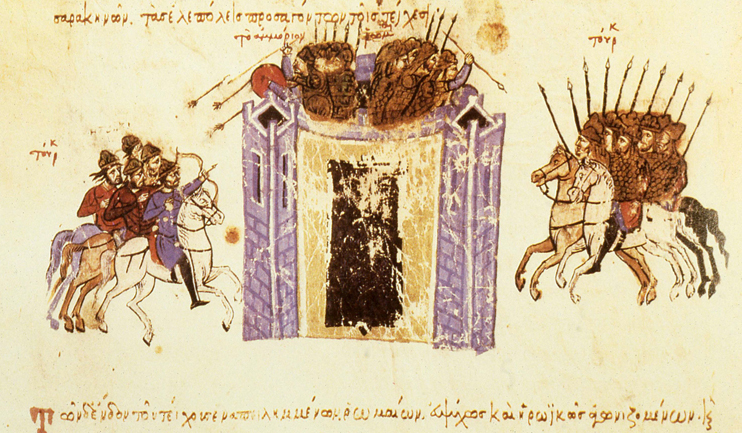
アモリオンの戦い（838年）

イスラム軍（アッバース朝）とは、804年のクラソスの戦い、806年のアッバース朝軍の小アジアへの侵攻で戦火を交えたが敗北し、貢納金を支払う条件で和約を結んだ。811年には第一次ブルガリア帝国に侵攻したが、撤退時のプリスカの戦い（英: Battle of Pliska、ブルガリア語：Битка при Върбишкия проход - バルビツィア峠の戦い）で皇帝ニケフォロス1世が戦死し、後継者問題が起こった。ミカエル1世ランガベーが皇帝に即位し、対立していたフランク王国と妥協し、カール大帝の皇帝就任を承認。813年にヴェルシニキアの戦いで再び第一次ブルガリア帝国に敗北し、レオーン5世への譲位を余儀なくされた。814年に第一次ブルガリア帝国のクルムが死去すると、オムルタグと30年不戦条約を結んだ。827年にアラブ人（アッバース朝支配下のアグラブ朝）がシチリア島へ侵攻し（ムスリムのシチリア征服、827年-902年）、シチリア首長国（831年 - 1072年）が成立。902年にイブラーヒーム2世がタオルミーナを攻略してシチリア島の征服が完了した。
こうして東ローマ帝国は「ローマ帝国」を称しながらも、バルカン半島沿岸部とアナトリアを支配し、ギリシア人・正教会・ギリシア文化を中心とする国家となった。このことから、これ以降の東ローマ帝国を「キリスト教化されたギリシア人のローマ帝国」と呼ぶこともある。

#### 最盛期（9世紀 - 11世紀前半）

1025年の東ローマ帝国

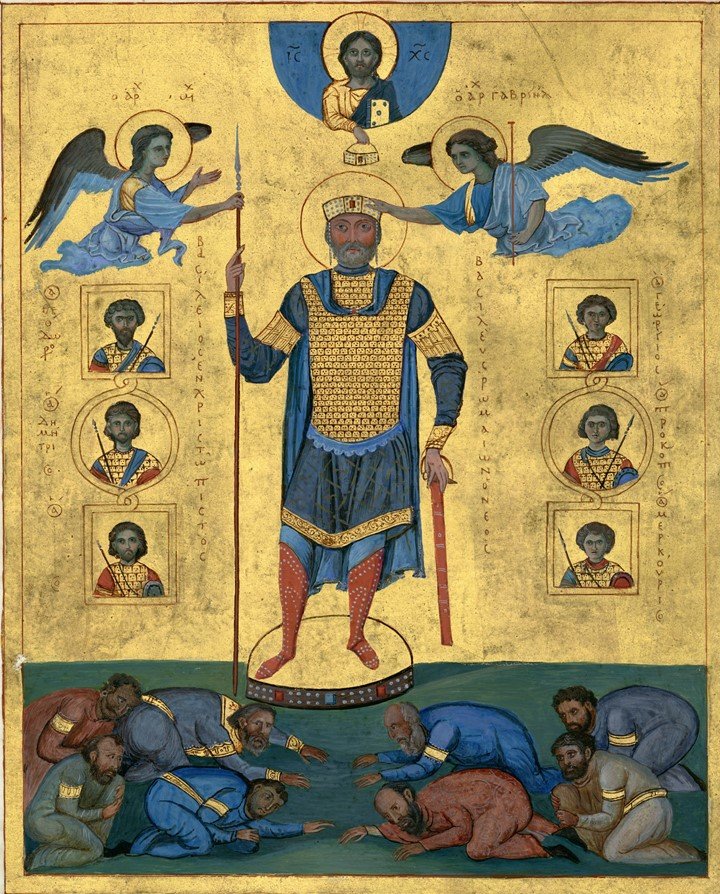
軍装のバシレイオス2世
東ローマ帝国の全盛期を現出した

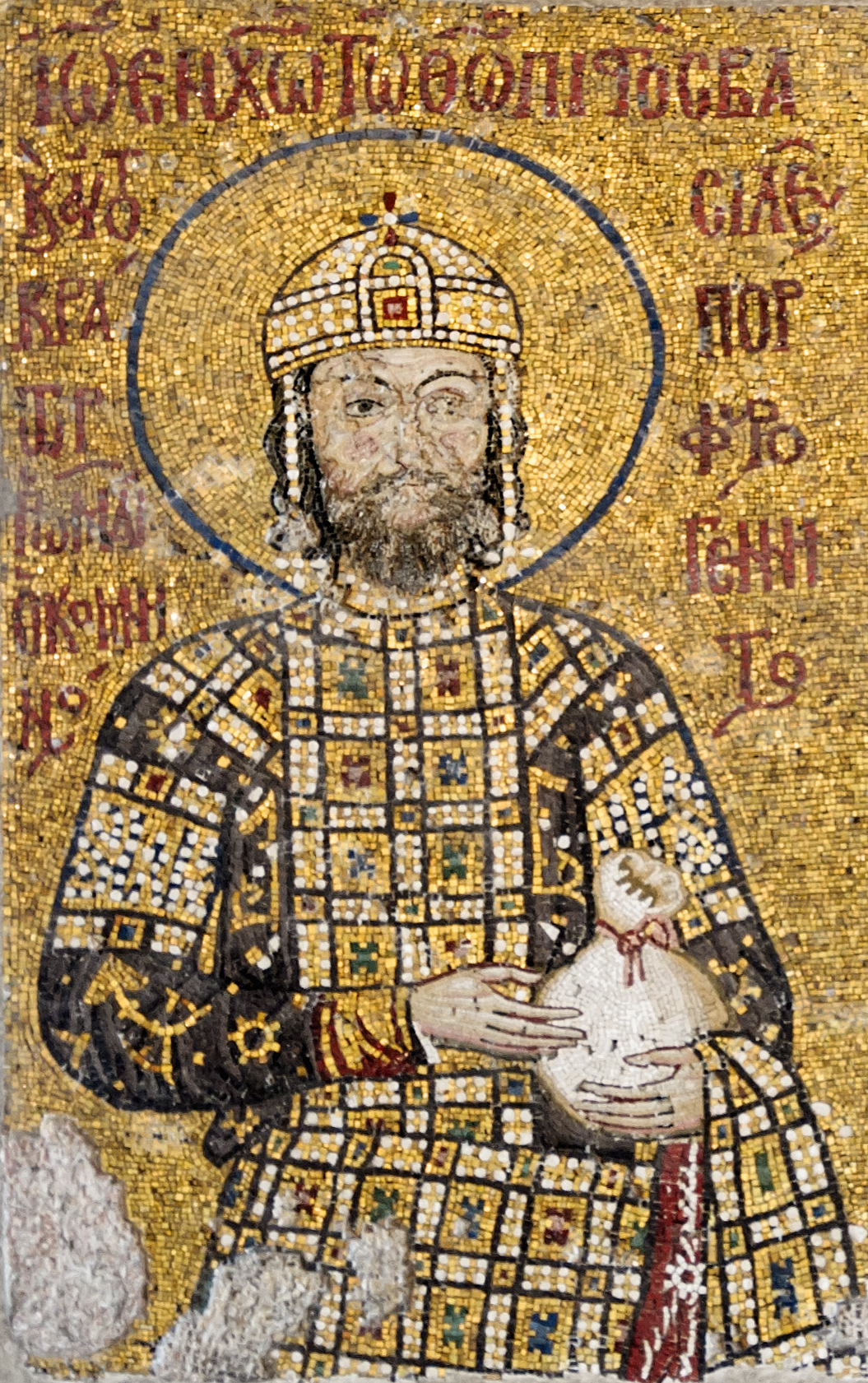
ヨハネス2世コムネノス
彼の下で帝国は再び繁栄の時代を迎えた

9世紀になると国力を回復させ、バシレイオス1世が開いたマケドニア王朝（867年 - 1057年）の時代には政治・経済・軍事・文化の面で発展を遂げるようになった。一方、東ローマ皇帝とローマ教皇の対立はフィリオクェ問題をきっかけとして再び顕在化した。867年、アモリア王朝最後の皇帝となるミカエル3世（在位:838年-867年）主宰の教会会議がローマ教皇ニコラウス1世を破門するに至った「フォティオスの分離」などによって、東西両教会の亀裂が深まり、事実上分裂する事となった。
政治面では中央集権・皇帝専制による政治体制が確立し、それによって安定した帝国は、かつて帝国領であった地域の回復を進め、東欧地域へのキリスト教の布教も積極的に行った。また文化の面でも、文人皇帝コンスタンティノス7世の下で古代ギリシア文化の復興が進められた。これを「マケドニア朝ルネサンス」と呼ぶこともある。
10世紀末から11世紀初頭の3人の皇帝ニケフォロス2世フォカス、ヨハネス1世ツィミスケス、バシレイオス2世ブルガロクトノスの下では、北シリア・南イタリア・バルカン半島全土を征服して、東ローマ帝国は東地中海の大帝国として復活。東西交易ルートの要衝にあったコンスタンティノープルは人口30万の国際的大都市として繁栄をとげた。

#### 衰退と中興（11世紀後半 - 12世紀）
1011年、西からノルマン人の攻撃を受けた（ノルマン・東ローマ戦争、1011年 - 1185年）。
しかし、1025年にバシレイオス2世が没すると、その後は政治的混乱が続き、大貴族の反乱や首都市民の反乱が頻発した。1040年にはブルガリア (テマ制)でen:Peter Delyanの反乱が起こり、ピレウスも呼応して蜂起した。

##### セルジューク・東ローマ戦争（1055年 - 1308年）
1055年、セルジューク・東ローマ戦争が始まり、1071年にはマラズギルト（マンジケルト）の戦いでトルコ人のセルジューク朝に敗れたため、東からトルコ人が侵入して領土は急速に縮小した。小アジアのほぼ全域をトルコ人に奪われ、ノルマン人のルッジェーロ2世には南イタリアを奪われた。
1081年に即位した、大貴族コムネノス家出身の皇帝アレクシオス1世コムネノス（在位：1081年 - 1118年）は婚姻政策で地方の大貴族を皇族一門へ取りこみ、帝国政府を大貴族の連合政権として再編・強化することに成功した。また、当時地中海貿易に進出してきていたヴェネツィアと貿易特権と引き換えに海軍力の提供を受ける一方、ローマ教皇へ援軍を要請し、トルコ人からの領土奪回を図った。
アレクシオス1世と、その息子で名君とされるヨハネス2世コムネノス（在位：1118年 - 1143年）はこれらの軍事力を利用して領土の回復に成功し、小アジアの西半分および東半分の沿岸地域およびバルカン半島を奪回。東ローマ帝国は再び東地中海の強国の地位を取り戻した。
ヨハネス2世の後を継いだ息子マヌエル1世コムネノス（在位：1143年 - 1180年）は有能で勇敢な軍人皇帝であり、ローマ帝国の復興を目指して神聖ローマ帝国との外交駆け引き、イタリア遠征やシリア遠征、建築事業などに明け暮れた。しかし度重なる遠征や建築事業で国力は疲弊した。特にイタリア遠征、エジプト遠征は完全な失敗に終わり、ヴァネツィアや神聖ローマ帝国を敵に回したことで西欧諸国との関係も悪化した。1176年には、アナトリア中部のミュリオケファロンの戦いでトルコ人のルーム・セルジューク朝に惨敗した。犠牲者のほとんどはアンティオキア公国の軍勢であり、実際はそれほど大きな負けではなかったらしいが、この敗戦で東ローマ帝国の国際的地位は地に落ちた。

#### 分裂とラテン帝国（12世紀末 - 13世紀初頭）
1180年にマヌエル1世が没すると、地方における大貴族の自立化傾向が再び強まった。アンドロニコス1世コムネノス（在位：1183年 - 1185年）は強権的な統治でこれを押さえようとしたが失敗し、アンドロニコス1世を廃して帝位についたイサキオス2世アンゲロス（在位：1185年 - 1195年）も、セルビア王国（1171年）・第二次ブルガリア帝国（1185年）といったスラヴ諸民族が帝国に反旗を翻して独立し、また地方に対する中央政府の統制力が低下する中で、有効な対策は打てずにいた。

##### 第4回十字軍
十字軍兵士と首都市民の対立やヴェネツィアと帝国との軋轢も増し、1204年4月13日、第4回十字軍はヴェネツィアの助言の元にコンスタンティノポリスを陥落させてラテン帝国を建国。東ローマ側は旧帝国領の各地に亡命政権を建てて抵抗することとなった。

### 後期（1204年 - 1453年）

#### 帝国の再興（1204年 - 1261年）

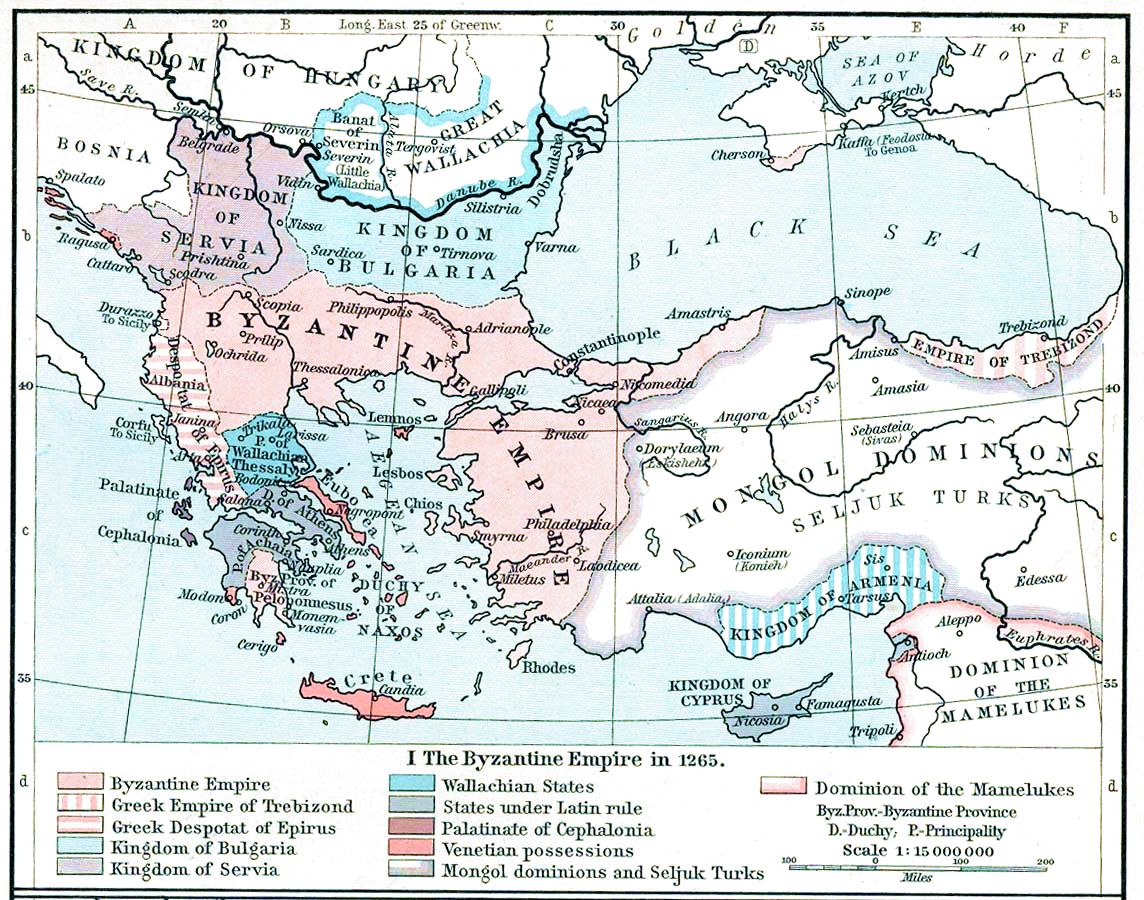
1265年のバルカン半島および小アジア

第4回十字軍による帝都陥落後に建てられた各地の亡命政権の中でもっとも力をつけたのは、小アジアのニカイアを首都とするラスカリス家のニカイア帝国（ラスカリス朝）だった。ニカイア帝国は初代のテオドロス1世ラスカリス（在位：1205年 - 1222年）、2代目のヨハネス3世ドゥーカス・ヴァタツェス（在位：1222年 - 1254年）の賢明な統治によって国力をつけ、ヨーロッパ側へも領土を拡大した。

#### モンゴル襲来（1223年 - 1299年）
周辺国では、1223年のカルカ河畔の戦い以来、モンゴル帝国による東欧侵蝕（チンギス・カンの西征、モンゴルのヨーロッパ侵攻）が始まり、1242年にはジョチ・ウルスがキプチャク草原に成立し、1243年のキョセ・ダグの戦いでルーム・セルジューク朝がモンゴル帝国（1258年にイルハン朝に分裂）の属国化し、1245年のヤロスラヴの戦いではハールィチ・ヴォルィーニ大公国がジョチ・ウルスの属国化した。
3代目のニカイア皇帝テオドロス2世ラスカリス（在位：1254年 - 1258年）の死後、摂政、ついで共同皇帝としてミカエル8世パレオロゴス（在位：1261年 - 1282年）が実権を握った。1259年9月、ペラゴニアの戦いで、アカイア公国・エピロス専制侯国・シチリア王国の連合国軍をニカイア帝国（東ローマ亡命政権）軍が破り、1261年にはコンスタンティノポリスを奪回。東ローマ帝国を復興させて自ら皇帝に即位し、最後にして最長の王朝パレオロゴス王朝（1261年 - 1453年）を開いた。
フレグの西征で1258年にはイルハン朝がイラン高原に成立していた。さらに1260年にモンケが没して帝位継承戦争が勃発し、1262年11月にはベルケ・フレグ戦争でジョチ・ウルスとイルハン朝の争いが始まる中、東ローマ帝国はジョチ・ウルスと直接接触することになった。
1265年に、ノガイ・ハーン率いるジョチ・ウルス軍がトラキアに侵攻し、ミカエル8世パレオロゴスの軍は敗北し、ジョチ・ウルスと同盟することになった。その後も1271年、1274年、1282年、1285年にモンゴル軍はヴォルガ・ブルガールに侵攻していた。
1277年に第二次ブルガリア帝国でイヴァイロの蜂起が起こり、ミカエル8世とノガイ・ハーンが介入し、1285年に第二次ブルガリア帝国はジョチ・ウルスに従属した。この間の1282年に、テッサリアで反乱が起こり、ノガイ・ハーンはトラキアへミカエル8世への援軍を送ったが、ミカエル8世は病気になり急死した。ミカエル8世の息子・アンドロニコス2世パレオロゴスは、援軍をブルガリアと同盟するセルビア王国攻撃に用いた。1286年に、セルビア王国のステファン・ウロシュ2世ミルティンが講和を申し入れた。
アンドロニコス2世パレオロゴス（在位：1282年 - 1328年）の時代以降、軍事的な圧力が強まる中で1299年にノガイ・ハーンが死亡して強力な同盟を失うと、かつての大帝国時代のような勢いが甦ることは無く、祖父と孫、岳父と娘婿、父と子など皇族同士の帝位争いが頻発し、経済もヴェネツィア・ジェノヴァといったイタリア諸都市に握られてしまい、まったく振るわなくなった。そこへ西からは十字軍の残党やノルマン人・セルビア王国に攻撃された。

##### オスマン・東ローマ戦争（1326年 - 1453年）
1352年に東からオスマン帝国のオルハンに攻撃されてブルサを奪取され（東ローマ内戦 (1352年 - 1357年)）、1352年には領土は首都近郊とギリシアのごく一部のみに縮小。14世紀後半の共同皇帝ヨハネス5世パレオロゴス（在位：1341年 - 1391年）とヨハネス6世カンタクゼノス（在位：1347年 - 1354年）は、1354年のガリポリ陥落でオスマン帝国スルタンのオルハンに臣従し、帝国はオスマン帝国の属国となってしまった。
1380年のクリコヴォの戦いで急速に国力を増大したモスクワ大公国がジョチ・ウルスを破り、周辺国でも激動の時代であった。東ローマ帝国滅亡後に、モスクワ大公国は正教会の擁護者の位置を占めることになる。
14世紀末の皇帝マヌエル2世パレオロゴス（在位：1391年 - 1425年）は、窮状を打開しようとフランスやイングランドまで救援を要請に出向き、マヌエル2世の二人の息子ヨハネス8世パレオロゴス（在位：1425年 - 1448年）とコンスタンティノス11世ドラガセス（在位：1449年 - 1453年）は東西キリスト教会の再統合を条件に西欧への援軍要請を重ねたが、いずれも失敗に終わった。
この時期の帝国の唯一の栄光は文化である。古代ギリシア文化の研究がさらに推し進められ、後に「パレオロゴス朝ルネサンス」と呼ばれた。このパレオロゴス朝ルネサンスは、帝国滅亡後にイタリアへ亡命した知識人たちによって西欧へ伝えられ、ルネサンスに多大な影響を与えた。

#### 滅亡（1453年）

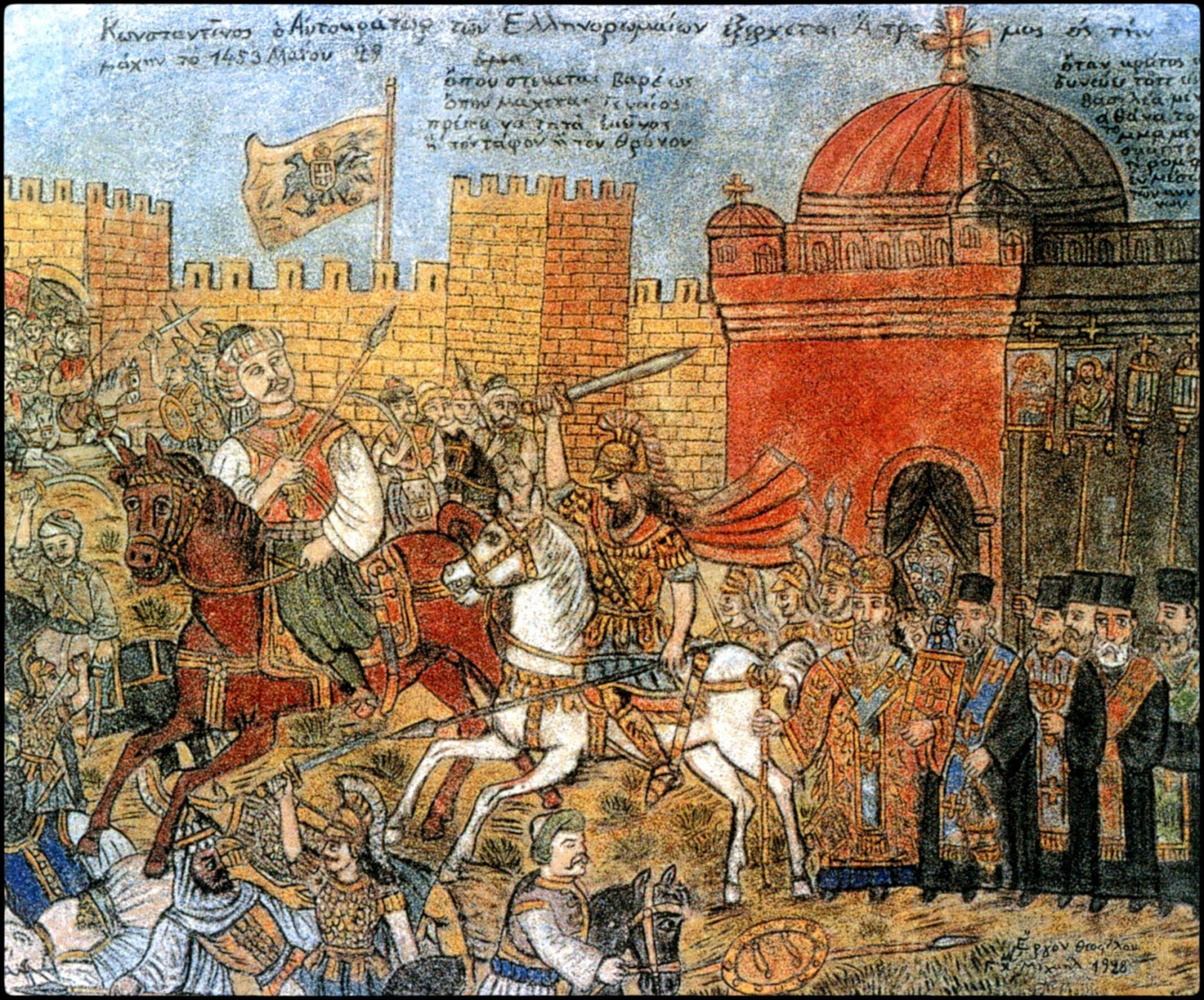
コンスタンティノープルの陥落

1453年4月、オスマン帝国第7代スルタンのメフメト2世率いる10万の大軍勢がコンスタンティノポリスを包囲した。ハンガリー人のウルバン (Orban) が開発したオスマン帝国の新兵器「ウルバン砲」による砲撃に曝され、絶対的に不利な状況下、東ローマ側は守備兵7千で2か月近くにわたり抵抗を続けた。5月29日未明にオスマン軍の総攻撃によってコンスタンティノポリスは陥落、皇帝コンスタンティノス11世パレオロゴスは部下とオスマン軍に突撃して行方不明となり、東ローマ帝国は完全に滅亡する。これによって、古代以来続いてきたローマ帝国の系統は途絶えることになる。通常、この東ローマ帝国の滅亡をもって中世の終わり・近世の始まりとする学説が多い。同年には百年戦争が終結し、この戦いを通じてイギリス（イングランド王国）とフランス（フランス王国）は王権伸長による中央集権化および絶対君主制への移行が進むなど、西ヨーロッパでも大きな体制の変化があった。
1460年にはペロポネソス半島の自治領土モレアス専制公領が、1461年には黒海沿岸のトレビゾンド帝国がそれぞれオスマン帝国に滅ぼされ、地方政権からの再興という道も断たれることとなった。
なお、東欧世界における権威を主張する意味合いから、メフメト2世やスレイマン1世などオスマン帝国の一部のスルタンは「ルーム・カイセリ」（ローマ皇帝）を名乗った。また、1467年にイヴァン3世がコンスタンティノス11世の姪ゾイ・パレオロギナを妻とし、ローマ帝国の継承者（「第3のローマ」）であることを宣言したことから、モスクワ大公国のイヴァン4世などや歴代のロシア（ロシア・ツァーリ国、ロシア帝国）指導者はローマ帝国の継承性を主張している。

## 政治

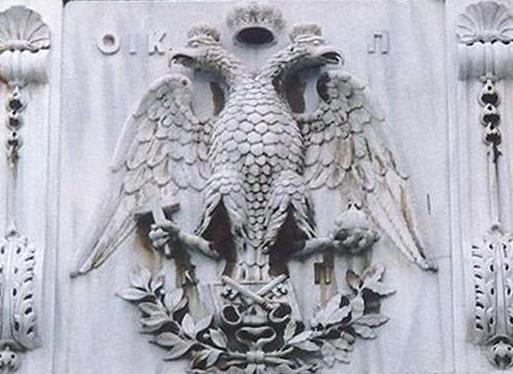
東ローマ帝国末期の国章「双頭の鷲」
画像はコンスタンティノポリス総主教庁の正門に今も掲げられているもの

### イデオロギー
6世紀になると330年5月11日が特別な記念日とされ、「ローマを嫌ったコンスタンティヌスがローマの支配から独立した新しい帝国を創った」とする建国神話が創造された。9世紀になるとそれまで勅令等で使われていなかった「ローマ皇帝」といった称号が法令等の文書でも年代記等の編纂文献でも頻繁に用いるようになった。自らがローマ帝国であることを示すために形式的にではあるが古代ローマ時代の伝統の復興も試みられ、例えば9世紀末までには「市民」を意味するデーモスという名の官職が創り出され、「市民」という官職名の「役人」による「市民による歓呼」の模倣という奇妙な儀式が行われるようになった。10世紀には皇帝コンスタンティノス7世の下で『儀式の書』が記され、ビザンツ帝国の宮廷儀式が整備された。他にも帝国の公用語がラテン語からギリシア語に変わったことを「父祖の言葉を棄てた」と批判した『テマについて』や、「皇帝の権力は民衆・元老院・軍隊の三つの要素に拠る」と記したミカエル・プセルロスの『年代記』など、古代ローマとの連続性をほのめかす著作の多くが10世紀から12世紀の間に作成された。ところが13世紀になると今度は自分たちの起源を古代ギリシアに求めるようになり、住民の自称も「ローマ人」から「イリネス（ギリシア人）」へと変化していった。このように、この帝国では全てが流動的であった。こうした変化に対応する柔軟性を持っていたことが、帝国が千年もの長きにわたって存続出来た理由の一つではないかと考える研究者もいる。

#### ローマ帝国の継承者として
西方領土と東方領土とでは「ローマ帝国」に対する認識は微妙に異なるものであった。政治的・法的・文化的それぞれの側面で異なっていた。法的にはローマ法を受け継ぎ、「コンスタンティノープルの皇帝は、ローマ皇帝の唯一の法的に正統な継承者であると自任し」、「『ローマ法大全』は、九世紀にはギリシア語版『バシリカ法典』として再編されて、ずっと国家の基本法であり続け」、「哲学・歴史学・文学の重要な作品はビザンツ帝国において書き継がれ」、「自分たちはギリシア古典、ローマ法の世界に生きているとビザンツ人は考えていた」。一方、政治体制についての認識はこれとは大分異なっていた。西ヨーロッパではローマ帝国はロームルスのローマ建設神話から王政・共和政と変化してきたローマ共同体の政治史の一部だったが、一方の東ローマ帝国においてはカエサル以前のローマ共同体を自分たちの歴史の一部であるとする意識は薄かった。東ローマ帝国におけるローマ帝国とは旧約聖書の『ダニエル書』に見られる帝国交替史に基づいたもので、それはバビロニア帝国・ペルシア帝国・アレクサンドロス帝国から受け継いだ「文明世界を支配する帝国」「キリストによる最後の審判まで続く地上最後の帝国」としての存在だった。ビザンツ人にとってみれば、カエサル以前のローマ帝国よりはペルシア帝国の方が自分たちとつながりのある世界だったのである。自らをキリスト教的意味での「世界史」に位置づける強い意識は、世界創造紀元の使用にも現れている。

#### ビザンツ皇帝理念
ビザンツ皇帝はローマ皇帝に起源を持ちつつもローマ皇帝とは異なる存在（専制君主）である。「すべての人間は皇帝の奴隷である」という言葉に象徴されるように、ビザンツ皇帝は絶対的な主権者だった。ビザンツ帝国では、市民は国家に奉仕するのではなく、皇帝に奉仕するものとなった。古代ローマでは市民の果たす役割は財産に応じた階級に託されていた（エヴェルジェティスムや公職者就任の財産制限）が、今や役割がそれを果たす人の階級を決めることになった。それは古代ローマとは反対の制度だった。
ビザンツ皇帝理念が形成されたのは主に5世紀半ばから7世紀初頭にかけてである。「「軍人皇帝時代」もちろん、330年のコンスタンティノープル遷都以降も、皇帝歓呼の中心は軍隊で」「皇帝歓呼は軍隊の駐屯地で行われることが多く、コンスタンティノープル西方のヘブドモン軍事基地などが、即位式の主要な舞台であった」が、「五世紀の後半になると、元老院・民衆の歓呼が重要性を増し、即位式の舞台もコンスタンティノープル競馬場に移った」。一方同じ5世紀の半ばにコンスタンティノープル総主教による戴冠の儀式が行われるようになり、「徐々にローマ時代から伝わる戴冠の方法を完全に押しのけ、中世では、これが最終的に戴冠式の本質的部分となった」。就任に際してコンスタンティノープル総主教によって戴冠された最初の皇帝は5世紀のレオ1世であると考えられている。そこにはローマから正当なローマ皇帝として承認されなかったレオ1世の即位を神の意志による選択として正当化しようとする思惑があったと考えられるが、その結果として皇帝権は総主教によって正当化されるものとの認識が生まれ、総主教の権威拡大と政治介入という通弊を招くことになった。7世紀になると皇帝歓呼の場所は競馬場から宮殿・聖ソフィア教会へ移るが、並行して皇帝自らが後継者を共同皇帝として戴冠するようになった。　6世紀のユスティニアヌス1世は専制君主制へと大きな一歩を踏み出した。ユスティニアヌス1世は元老院とローマ市民から諸権限を回収する勅令を出し、「自らの地位を諸法に超越するものとし」、「その結果、皇帝は、諸法を超越しながらも、自発的に諸法に従うことになった」。。ユスティニアヌス1世は自らを「主人」と呼ばせ、元老院議員へも跪拝（プロスキュネーシス）を要求した。かつては市民によって信任された公職者であった皇帝が3万人の市民を虐殺したニカの乱の惨たらしい結末がユスティニアヌス1世という皇帝を象徴している。ユスティニアヌス1世によって古代の民主政治の伝統は最終的に否定され、ビザンティン専制国家への道が開かれた。古代民主政治の中から産まれたローマ皇帝権力は、その母斑をついに消し去ったのである。血塗られた彼の帝衣は、まさに古代ローマ皇帝の死装束であった。
7世紀には、もう一つ皇帝像の変化があった。「戦う皇帝」から「平和の皇帝」への転換である。古代ローマや中世西欧では、ローマ皇帝は武装した軍人として描かれ、軍司令官としての性質が強調された。一方の東ローマ帝国では、7世紀の皇帝ヘラクレイオスを最後に古代ローマ式の征服称号が用いられなくなった。ヘラクレイオスは皇帝称号に「平和者」という語を含めたが、このキーワードが9世紀までにはビザンツ皇帝称号の重要な部分となり、皇帝とは平和を好む敬虔な人物であるべきという考えが定着することになる。

### 政治体制
東ローマ帝国は、古代ローマ帝国の帝政後期以降の皇帝（ドミヌス）による専制君主制（ドミナートゥス）を受け継いだ 7世紀以降の皇帝（バシレウス/ヴァシレフス）は「神の恩寵によって」帝位に就いた「地上における神の代理人」「諸王の王」とされ、政治・軍事・宗教などに対して強大な権限を持ち、完成された官僚制度によって統治が行われていた。課税のための台帳が作られるなど、首都コンスタンティノポリスに帝国全土から税が集まってくる仕組みも整えられていた。
しかし、皇帝の地位自体は不安定で、たびたびクーデターが起きた。それは時として国政の混乱を招いたが、一方ではそれが農民出身の皇帝が出現するような、活力ある社会を産むことになった。このような社会の流動性は、11世紀以降の大貴族の力の強まりとともに低くなっていき、アレクシオス1世コムネノス以降は皇帝は大貴族連合の長という立場となったため、皇帝の権限も相対的に低下していった。
このほか、東ローマ帝国の大きな特徴としては、宦官の役割が非常に大きく、コンスタンティノポリス総主教などの高位聖職者や高級官僚として活躍した者が多かったことが挙げられる。また、9世紀末のコンスタンティノポリス総主教で当時の大知識人でもあったフォティオスのように高級官僚が直接総主教へ任命されることがあるなど、知識人・官僚・聖職者が一体となって支配階層を構成していたのも大きな特徴である。

### 行政制度

#### 属州制からテマ制へ
地方では、初期は古代ローマ後期の属州制のもと、行政権と軍事権が分けられた体制が取られていたが、中期になるとイスラムやブルガリアの攻撃に対して迅速に防衛体制を整えるために地方軍の長官がその地域の行政権を握るテマ制（軍管区制）と呼ばれる体制になった。
テマ制は、自弁で武装を用意できるストラティオティスと呼ばれる自由農民を兵士としてテマ単位で管理し、国土防衛の任務に当たらせる兵農一致の体制でもあり、国土防衛に士気の高い兵力をすばやく動員することができた。ストラティオティスはその土地に土着の自由農民だけでなく、定着したスラヴ人なども積極的に編成された。ストラティオティスは屯田兵でもあり、バルカン半島などへの大規模な植民もおこなわれている。彼らの農地は法律で他者への譲渡が禁じられ、テマ単位で辺境地域への大規模な屯田がおこなわれるなど、初期には帝国によって厳格に統制されていたと思われる。
テマ制度を可能ならしめた要因として、6世紀末から8世紀の時期に従来のコローヌスに基づく大土地所有制度が徐々に解体されたことが挙げられる。この時代は帝国の混乱期で、スラヴ人やペルシア人の侵攻によって農村の大土地所有や都市に打撃を与え、帝国を中小農民による村落共同体を中心とした農村社会に変貌させた。このような村落共同体の形態としてはスラヴ的な農村共同体ミールとの類似性を指摘する説があるが、現在では東ローマ独自のものであるという見方が強い。

#### テマ制の崩壊
8世紀後半以降、外敵の大規模な侵入が減り、次第に商業が活性化していくと、それにつれてテマ農民兵士の貧富の格差が増大し、中小自由農民層の没落・貧困化が進行した。安定期となったマケドニア朝の時代に大土地所有の傾向がはっきりと現れるようになり、10世紀にはケサリアのフォカス家など世襲的な大土地所有者が確認できる。
ストラティオティス層は法律により土地の譲渡が禁じられていたため、まだ影響は少なかったが、レオーン6世の態度が大土地所有の傾向を確実なものとした。晩年の「新勅法」によって、それまで土地を売った者の近隣者が6ヶ月以内に売った価格の同額を支払えば買い戻せるとした先買権を無効とした。ロマノス1世レカペノスの時代になるとこのような大土地所有はすでに帝国に弊害をもたらしており、彼は一連の立法でこれを防ごうとした。すなわち近隣者の先買権を復活させ、さらに農村共同体に優先的に土地の譲渡をうける権利を定めた。また、不当な価格で取り引きされた土地については無償で返還されるものとされ、正当な取引であっても3年以内に売却価格の同額を支払えば土地を取り戻せるとした。しかしこれらの法律は守られなかった。なぜなら不当な購入をしていたのは地方のテマ長官や有力役人、その親族たちであったからだ。彼らによってロマノス1世の努力は骨抜きにされたのである。
同時期に帝国をおそった飢饉もこの傾向を助長した。マケドニア朝末期のバシレイオス2世は過去の不法な土地譲渡や皇帝の直筆でない有力者への土地贈与文書を無効とし、教会財産の制限をおこなった。これはかなりの効果を上げ、彼の軍事的成功もこの政策に恩恵によるところが大きかった。
この時代にストラティオティスを基盤とした軍制は崩壊した。帝国は計画的に軍事力を削減し、ストラティオティス層からは軍役を免除する代わりに納税を義務づけた。これにより帝国はノルマン人などの傭兵に軍事力を大きく依存することになった。以後テマは単なる行政単位となったが帝国滅亡まで存続した。テマ長官としてのドメスティコスは文官職に変化し急速に地位が低下した。

#### プロノイア制
コムネノス朝の時代にはプロノイア制が実施された。かつては貴族に大土地所有や徴税権を認める代わりに軍務を提供させる制度であると考えられ、これが西欧のレーエン制に擬され、ゲオルク・オストロゴルスキーなどが主張したいわゆる「ビザンツ封建制」の要素と考えられていたが、今日ではこの説は基本的に否定されている。プロノイアは国家に功績のあった臣下に恩賜として基本的に一代限りで授与されるものであり、またプロノイアの設定された地域をその受領者が実際に統治したかどうか明確でない。したがって荘園のように囲い込まれて不輸不入の領主権が設定されたわけではない。
ニカイア帝国ではプロノイアは限定された地域に限られていて、ヨハネス3世はプロノイアの土地は国家の管理下にあるものとして、売買を固く禁じている。ミカエル8世はプロノイアの世襲を大規模に認めているが、これは例外措置であり世襲財産と同一視することを厳しく注意している。とはいえ、これらの事実は逆にプロノイアが帝国の意図に反して売買されたり世襲されたりすることがあったという証明であるともいえる。
軍制との関連性も明確でない。軍事奉仕を暗示するようなプロノイア贈与もおこなわれなかったわけではないが一般的ではない。プロノイア自体は必ずしも土地と結びつくわけではなく、漁業権であったり貧困農民層であるパリコスの労働使役権だったりするが、パリコスは法的には完全な自由民であった。
プロノイアは女性や教会や一団の兵士などの団体に贈与されることもあった。そのためプロノイアを税収の一部を賜与したものとする見方もある。また、コムネノス朝時代のプロノイアは非常に限定的で従来のテマ制度と代替可能なほど徹底されてはいない。そのためテマ制の崩壊とプロノイア制出現の因果関係は明確ではない。
自由農民層による軍隊編成が試みられなかったわけではないが、帝国が末期まで傭兵に軍事力を頼っていることを考慮すると、プロノイア制度が国家の防衛に果たした役割はそれほど大きいものではないと判断できよう。むしろビザンツ封建制があったとしてそれを用意するものがあるとすれば、旧ラテン帝国の封建諸侯である。彼らはビザンツ貴族とは別個に服従契約を結び、それは西欧封建制に影響を受けたものであった。末期に顕著となる皇族への領土分配はデスポテースという地位と西欧封建制との関係で論じられるべきであろう。

## 住民
東ローマ帝国の住民の中心はギリシア人であり、7世紀以降はギリシア語が公用語であった。しかし東ローマ帝国の住民をギリシア人によって代表することは一面的な物の見方に過ぎない。東ローマ帝国は初めにはアルメニア人・シリア人・コプト人・ユダヤ人のような多数の非ギリシア人を内包する多民族国家だった。公用語はギリシア語だったが日常会話にはスキタイ語・ペルシア語・ラテン語・アラン語・アラビア語・ロシア語・ヘブライ語なども存在した。それが12世紀までに領土が限定されるにつれてギリシア語を話す人々が数的に優勢になっていったにすぎないのである。7世紀のバルカン半島においては、その割合は不明だが、ギリシア人は国民全体の一部に過ぎずマイノリティであったとする研究者もいる。むしろ東ローマ帝国の軍事・行政・教会機構の中で特に大きな役割を演じていたのは6世紀以前にはゴート人であり、7世紀から11世紀にかけてはアルメニア人であり、12世紀以降においてはフランク人だった。帝国の著名な貴族や官僚にはグルジア人やトルコ人らもいた。中でもアルメニア人とのハーフ、もしくはアルメニア人を先祖とするアルメニア系ギリシア人の間からはコンスタンティノポリス総主教や帝国軍総司令官、さらには皇帝になった者までいる。7世紀のヘラクレイオス王朝や、9世紀～11世紀の黄金時代を現出したマケドニア王朝はアルメニア系の王朝である。
帝国内の自由民は、カラカラ帝の「アントニヌス勅令」以降ローマ市民権を持っていたため、言語・血統にかかわらず、自らを「ローマ人 (Ῥωμαίοι, Rhōmaioi)」と称していた。東方正教を信仰し、コンスタンティノポリスの皇帝の支配を認める者は「ローマ帝国民＝ローマ人」だったのである。とはいえ、ローマ市民権を持っていると言っても、市民集会での投票権を主とする参政権などの諸権利は古代末期には既に形骸化していた。
一方、「ローマ人」以外の周囲の民族は「蛮族」（エトネーあるいはバルバロイ）と見なしており、10世紀の皇帝コンスタンティノス7世が息子のロマノス2世のために書いた『帝国の統治について（帝国統治論）』では、帝国の周囲の「夷狄の民」をどのように扱うべきかについて述べられている。

## 文化
東ローマ帝国は、古代ギリシア・ヘレニズム・古代ローマの文化にキリスト教・ペルシャやイスラムなどの影響を加えた独自の文化（ビザンティン文化）を発展させた。

## 宗教
国の国教と定められた正教会が広く崇拝され、後世にも影響を与えている。また、11世紀の年代史家ヨアニス・ゾナラスによると、伝統的なギリシア神話の神々に対する信仰は当時まだ行われており、15世紀には多神教の復活を説いたゲオルギオス・ゲミストス・プレトンが現れた。

### 正教会
帝国の国教であった正教会はセルビア・ブルガリア・ロシアといった東欧の国々に広まり、今でも数億人以上の信徒を持つ一大宗派を形成している。

#### 皇帝教皇主義
カノッサの屈辱に象徴される中世西欧の強力な教皇権力に比して、東ローマ帝国のキリスト教会いわゆるビザンティン教会はいわば皇帝権力の内あるいは下の位置に甘んじていた。正教会のトップである総主教の交代さえ皇帝の意のままだった。このような関係を歴史学の用語で皇帝教皇主義と言い、東ローマ帝国はその典型である。
しかしこの通説には大きな語弊がある。確かに、東ローマ帝国では西ヨーロッパのように神聖ローマ帝国「皇帝」とローマ「教皇」が並立せず、皇帝が「地上における神の代理人」であり、コンスタンティノポリス総主教等の任免権を有していた。しかし、正教会において教義の最終決定権はあくまでも教会会議にある。聖像破壊運動を終結させた第七全地公会も、主催はエイレーネーによるものの、決定したのはあくまで公会議である。ローマ教皇のような一方的に教義を決定できる唯一の首位を占める存在といったシステムが正教会にそもそも無い以上、皇帝がローマ教皇のように振舞える道理は無かった。実際、9世紀の皇帝バシレイオス1世が発布した法律書『エパナゴゲー』では、国家と教会は統一体であるが、皇帝と総主教の権力は並立し、皇帝は臣下の物質的幸福を、総主教は精神の安寧を司り、両者は緊密に連携し合うもの、とされていた。また皇帝の教会に対する命令が、教会側の抵抗によって覆されるということもしばしばあった。

#### 宗教論争
東ローマ帝国では単性論・聖像破壊運動・静寂主義論争など、たびたび宗教論争が起き、聖職者・支配階層から一般民衆までを巻き込んだ。これは後世、西欧側から「瑣末なことで争う」と非難されたが、都市部の市民の識字率は比較的高かったためギリシア人の一般民衆でも『聖書』を読むことができたという証左でもある。『新約聖書』は原典がギリシア語（コイネー／キニ）であり、『旧約聖書』もギリシア語訳のものが流布していた。また、教義を最終的に決定するのは皇帝でも総主教でもなく教会会議によるものとされていたため、活発な議論が展開される結果となったのである。この宗教論争に関しては、一般民衆がラテン語の聖書を読めず、また日常用いられる言語への翻訳もあまり普及していなかったために教会側が一方的に教義を決定することができたカトリック教会との、文化的な背景の違いを考えなければならないだろう。

## 法律
帝国の法制度の多くは古代ローマ帝国より引き継いだものだったが、古代ローマの法律は極めて複雑なものであり全く整理されていなかった。5世紀の皇帝テオドシウス2世は、438年にローマ法史上では初となる官撰勅法集『テオドシウス法典』を発布し、この問題を解決しようとした。この法典は東帝テオドシウス2世と西帝ウァレンティニアヌス3世との連名で発布され、理念上はローマ帝国が東西一体であることを強調するものであったが、結果としてローマ法は『テオドシウス法典』を最後にして帝国の東と西とで異なる発展を遂げることになった。
6世紀半ばにはユスティニアヌス1世によって古代ローマ時代の法律の集大成である『勅法彙纂（ユスティニアヌス法典）』、『学説彙纂』、『法学提要』が編纂された。これら法典は後に西欧へも伝わり『ローマ法大全』と名付けられることになる。ユスティニアヌス1世が編纂させた法典は、その後も幾多の改訂を経ながらも帝国の基本法典として用いられた。特に重要な改訂は、8世紀の皇帝レオーン3世による『エクロゲー法典』発布、9世紀後半のバシレイオス1世による『法学提要』のギリシア語による手引書『プロキロン』（法律便覧）、『エパナゴゲー』（法学序説）の発布、そしてバシレイオス1世の息子レオーン6世による『勅法彙纂』のギリシア語改訂版である『バシリカ法典』（帝国法）編纂である。
またユスティニアヌス1世の時代は、法と皇帝との関係が専制的なものへと大きく変化した時期でもあった。例えばユスティニアヌス1世の以前には、皇帝アルカディウスによって、皇帝へ問い合わせた際の皇帝の回答は「判例」としては利用できないと宣言されていた。これは権力者が自らの裁判に都合が良いように法を変えてしまうことを防ぐ目的であったのだが、ユスティニアヌス1世の時代には「皇帝が好むところが法である」とされ、皇帝の回答は「判例」となった。ユスティニアヌス1世は元老院とローマ市民から諸権限を回収する勅令を出し、自らの地位を「諸法に超越するもの」であると宣言した。これによって皇帝は、ヘレニズム的な「生ける法」となったのである。

## 経済

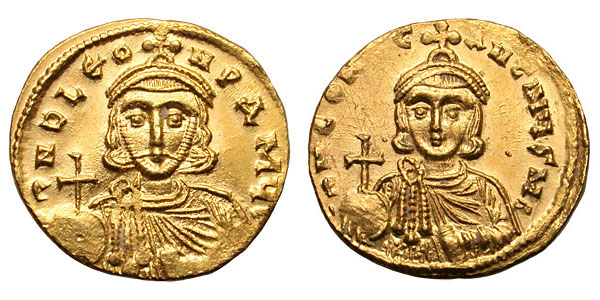
レオーン3世とコンスタンティノス5世を描いたノミスマ

東ローマでは、西欧とは異なり古代以来の貨幣経済制度が機能し続けた。帝国発行のノミスマ金貨は11世紀前半まで高い純度を保ち、後世「中世のドル」と呼ばれるほどの国際的貨幣として流通した。特に首都コンスタンティノポリスでは、国内の産業は一部を除き、業種ごとの組合を通じた国家による保護と統制が行き届いていたため、国営工場で独占的に製造された絹織物（東ローマ帝国の養蚕伝来）や、貴金属工芸品、東方との貿易などが帝国に多くの富をもたらし、コンスタンティノポリスは「世界の富の三分の二が集まるところ」と言われるほど繁栄した。
だが12世紀以降、北イタリア諸都市の商工業の発展に押されて帝国の国内産業は衰退し、海軍力提供への見返りとして行ったヴェネツィア共和国などの北イタリア諸都市国家への貿易特権付与で貿易の利益をも失った帝国は、衰退の一途をたどった。
主要産業の農業は古代ギリシア・ローマ以来の地中海農法が行われ、あまり技術の進歩がなかった。それでも、古代から中世初期には西欧に比べて高度な農業技術を持っていたが、12世紀に西欧やイスラムで農業技術が改善され農地の大開墾が行われるようになると、東ローマの農業の立ち遅れが目立つようになってしまった。しかしながら、ローマ時代に書かれた農業書を伝えることでヨーロッパの農業の発展に影響を与えている。

## 軍事

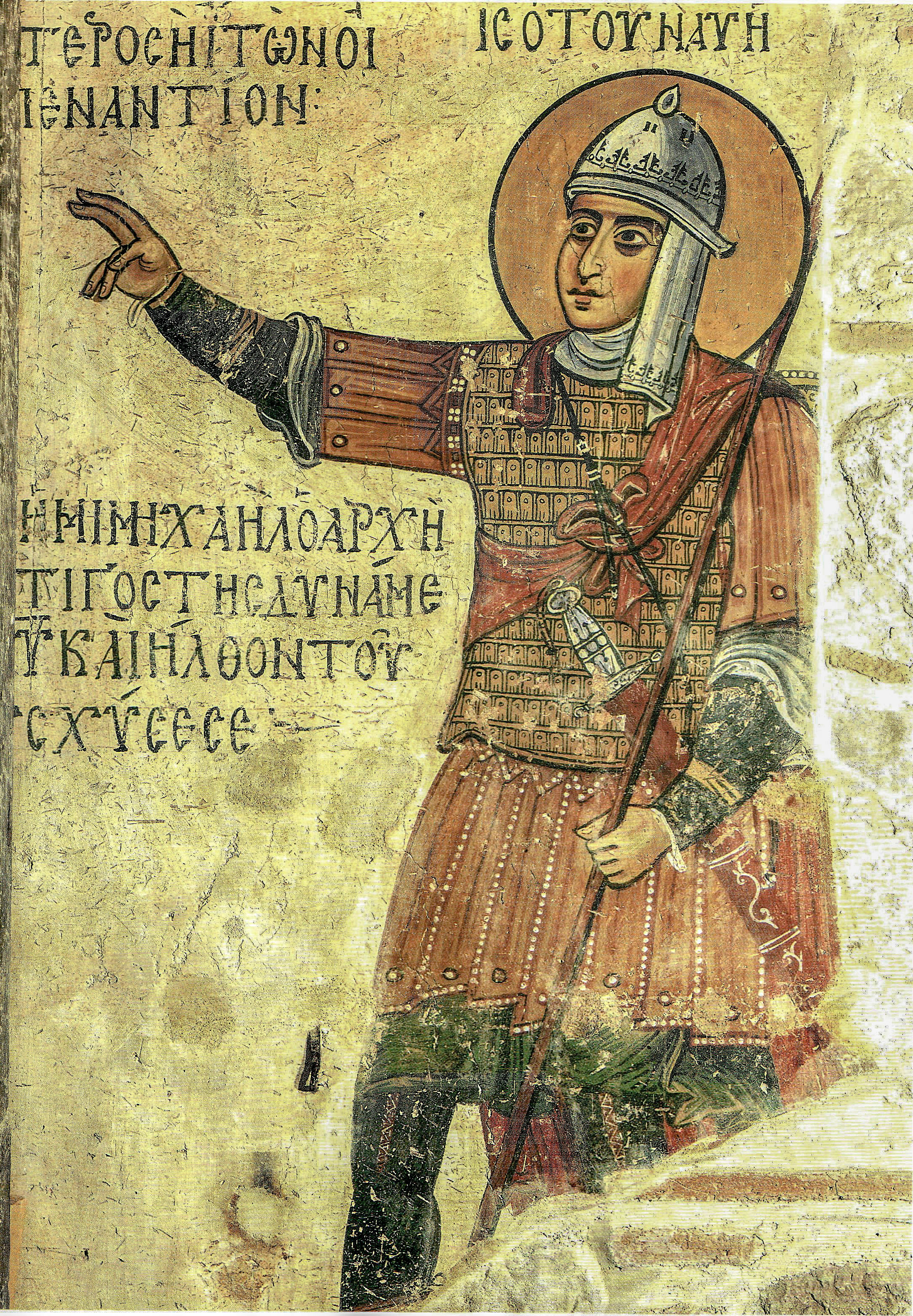
12-13世紀のフレスコ画に描かれた東ローマ兵士

### 初期の軍制
初期の東ローマ帝国は、3世紀末にディオクレティアヌス帝が採用した後期ローマ帝国の軍事制度を継承した。軍隊は、リミタネイ（辺境部隊）とコミタテンセス（野戦部隊）に大別された。リミタネイは辺境属州を担任するドゥクス（軍司令官）の指揮下で国境防衛にあたった。コミタテンセスははるかに広い地域を担当するマギステル・ミリトゥム（方面軍司令官）の指揮下で大都市に駐屯し、帝国軍の主力として戦地に出撃した。野戦部隊は辺境部隊に比べ精鋭であり、給与等は優先されていた。
歩兵は依然ローマ軍の主力ではあったものの、騎兵の重要性が拡大していた。例えば478年には、東方野戦軍は8000の騎兵と30000の歩兵から編成され、357年のユリアヌス帝はストラスブルグの会戦において10000の歩兵と3000の騎兵を率いていた。
騎兵部隊は細分化され、ローマ軍の4分の1は騎兵部隊で構成されるようになった。騎兵の約半数は鎧・槍・剣を装備する重装騎兵からなる。("スタブレシアニ")。弓を装備していた者もいたが、散兵としてではなく突撃の援護の為に用いられた。
野戦部隊には「カタフラクタリイ」や「クリバナリイ」等の重装騎兵も編成されていた。弓騎兵（エクイテス・サジタリイ）も含む軽騎兵（スクタリイ、プロモティ）は有用な斥候・偵察兵としてリミタネイで多く用いられた。「コミタテンセス」の歩兵はレギオン、アウクシリア、ヌメリ等と呼称される500から1200人の部隊に編成されていた。これらの重装歩兵は槍・剣・盾・鎧・兜を装備し、軽歩兵隊の援護を受けていた。
ユスティニアヌス1世の軍隊はペルシア帝国の脅威を受けた5世紀の危機に応じて再編された。レギオン・コホルス・アラエといった以前の帝国軍の編成は消え、代わりにタグマやヌメルスと呼ばれるより小規模な歩兵部隊や騎兵隊が取って代わった。タグマは300から400人で編成され、2つ以上のタグマでモイラ、2つ以上のモイラでメロスが編成された。
ユスティニアヌス帝時代には以下の様な軍に分かれていた。
1. 帝都の護衛隊
2. コミタテンセス（ユスティニアヌス帝時代にはストラティオタイと呼ばれていた）。ローマ軍の野戦部隊である。ストラティオタイは主にトラキア、イリュリクムとイサウリアから兵は集められた。
3. リミタネイ（ユスティニアヌス帝時代にはアクリタイと呼ばれていた）。国境の要塞に駐留し、守備を担っていた。
4. フォエデラティ。蛮族の志願兵から構成され、ローマ人士官の元で騎兵として編成された。
5. 同盟軍。フン族・ヘルリ族・ゴート族やその他の蛮族から供給され、彼ら自身の族長が指揮していた。土地や報償金を見返りとして戦った。
6. ブケラリィ。将軍や貴族など高位の人間の私兵であり、野戦軍の騎兵戦力として重要な地位を占めていた。その規模は雇い主の裕福さに左右されていた。兵士はヒュパスピスタイ（盾持ち）と呼称され、士官はドリュフォロイ(槍持ち)と呼ばれた。ドリュフォロイは雇い主と皇帝に厳粛な忠誠を誓っており、ベリサリウス将軍麾下のドリュフォロイなどは有名である。

### テマとタグマ
7世紀にアラブ人に敗れて帝国の版図が著しく縮小したとき、帝国の軍制もまた根本的な変化を余儀なくされた。小アジアに退却した野戦部隊は、残存領土に分かれて駐屯し、テマ（軍団）となった。テマは敵と決戦して打ち破ろうとはせず、拠点防衛とゲリラ戦を組み合わせて受け身の抗戦に徹した。かつての辺境部隊の役割を担ったわけだが、この時代のテマには敵を国境線で防ぎ止めることができず、中央から主力軍が来て敵を撃破してくれるという希望もない。敵の侵入を許しながら征服されずに戦いぬく戦略であった。テマの兵士は平時は農民で、諸税を免除される代わりに武器を自弁した。
8世紀後半に帝国が存亡の危機を脱すると、テマの細分化とともに、テマに地方行政を担わせる改革が進み、地方制度としてのテマ制が作られた。テマ制では、テマ（軍団）の長官（ストラテーゴイ）が地方行政の長官を兼ね、軍管区であり行政区でもあるその管轄地をもテマと呼ぶ。
また8世紀後半にはコンスタンティノス5世がテマから選抜した兵士をもとに首都に常備軍（タグマと呼ばれる）を整備したことで、地方軍と中央軍の二本立ての体制が復活した。外国人傭兵を部隊に編成したタグマ、地方国境に駐屯したタグマも作られた。
10世紀にはタグマが増設・強化されて領土拡大戦争の主力となった。その一方でテマ兵士を含む自由農民が没落し、有力者が土地を広げて農民を隷属させる社会変化が進んでいた。有力者は帝国の最強兵科である重装騎兵を供給したが、貴族化して帝国の軍隊を私物化し、反乱を頻発させた。

### プロノイア制の時代
1081年に有力貴族から出て即位したアレクシオス1世は、有力貴族を軍の主力に据えることで軍事制度を立て直した。貴族の私兵だけでなく、皇帝自らの私兵というべき直属軍の育成に意を用い、外国人傭兵も依然として大きな比重を保った。

### 軍隊の規模
軍隊の規模は論争となっている。(Treadgold(1997), p. 67)による算定値を参考に以下に示す（300年から1453年の間の軍隊構成員数の変遷は東ローマ帝国の軍隊（英語版を参照）。
| 年         | 773    | 809    | 840     | 899     |
| ---------- | ------ | ------ | ------- | ------- |
| テマ軍合計 | 62,000 | 68,000 | 96,000  | 96,000  |
| タグマ合計 | 18,000 | 22,000 | 24,000  | 28,000  |
| 合計       | 80,000 | 91,000 | 120,000 | 124,000 |

### 軍隊の種類
- カタフラクト
- 騎馬隊
- 歩兵

## 用語の表記方法について
日本国内で出版されている東ローマ帝国史の専門書では、同じ人名・地名・官職・爵位の表記が本によって異なることがある。主に東海大学教授の尚樹啓太郎の著作のように、実際の東ローマ帝国時代の発音に近い、中世ギリシア語形を用いている例も見られる。もっとも中世ギリシア語といえども何百年もの帝国史の中で変化しているものであることや、一般人の感覚とかけ離れていることなどから他の研究者から異論も多く、論争中である。
このため国内で出版されている専門書では同じ人名・地名・官職・爵位などの固有名詞にいくつもの読み方がある（他に英語形やラテン語形を使用している場合もある）。現在、国内のビザンツ研究者において統一された表記法があるわけではなく、個々の思想信条や学派・学閥によるものであるので、注意が必要である。